# Sport Club Corinthians Paulista (basket-ball)
Maillots
Le SC Corinthians Paulista est un club brésilien de basket-ball évoluant en championnat brésilien. Le club, section du club omnisports Sport Club Corinthians Paulista, est basé dans la ville de São Paulo.

## Palmarès
International
- Finaliste de la Liga Sudamericana : 1996, 1997
- Vainqueur de la Coupe intercontinentale : 1965 (non-officielle)
- Finaliste de la Coupe intercontinentale : 1966

National
- Champion du Brésil : 1965, 1966, 1969, 1996

## Joueurs célèbres ou marquants
- Oscar Schmidt